# Martin Potter (surfista)
Martin Potter, detto "Pottz" (Blyth, 28 ottobre 1965), è un surfista britannico.
Cresciuto a Durban, in Sudafrica, pratica il surf da quando aveva dieci anni sulle coste africane, ed ha vinto il titolo mondiale professionisti all'ASP World Tour del 1989. È l'unico surfista europeo ad aver vinto la competizione.